# Saint-Benoît-de-Carmaux
 Saint-Benoît-de-Carmaux  es una población y comuna francesa, ubicada en la región de Mediodía-Pirineos, departamento de Tarn, en el distrito de Albi y cantón de Carmaux-Nord.

## Demografía
| 3910 | 3579 | 3171 | 2745 | 2431 | 2265 |
| Para los censos de 1962 a 1999 la población legal corresponde a la población sin duplicidades (Fuente: INSEE [Consultar]) |      |      |      |      |      |